# Solc cerebral
Un solc cerebral és el terme que defineix cada solc o cissura que limita les circumvolucions cerebrals, formant part els diferents lòbuls cerebrals. Semblant a aquest terme hi ha el de solc cerebel·lós (cadascun dels solcs existents en els lòbuls cerebel·losos).
El còrtex cerebral presenta un aspecte sinuós amb circumvolucions (eminències) i solcs. Els solcs principals (els que separen els lòbuls cerebrals entre si) solen anomenar-se cissures cerebrals, com la cissura de Ronaldo, o central, que separa la circumvolució precentral (àrea motora) i postcentral (àrea sensorial). També trobem la cissura calcarina que separa els girs Calarins, regió receptora de la via visual.